# Lipovec (Martin)
Lipovec es un municipio del distrito de Martin en la región de Žilina, Eslovaquia, con una población estimada a final del año 2024 de 912 habitantes.
Se encuentra ubicado al oeste de la región, cerca del curso alto del río Váh (cuenca hidrográfica del Danubio) y del parque nacional de Veľká Fatra.

## Demografía
| Año        | 1994 | 2004     | 2014     | 2024    |
| ---------- | ---- | -------- | -------- | ------- |
| Población  | 672  | 844      | 948      | 912     |
| Diferencia |      | +25,59 % | +12,32 % | −3,79 % |

| Año        | 2023 | 2024    |
| ---------- | ---- | ------- |
| Población  | 921  | 912     |
| Diferencia |      | −0,97 % |